# محمدي الهروي

منمنمة نزهة في الجبال،وهي منمنمة منسوبة إلى محمدس الهروي، رُسمَت في حوالي 1550-1600 م، وهي محفوظة اليوم فيمتحف كليفلاند للفنون.

محمدي الهروي هو رسام إيراني، نشط في النصف الثاني من القرن السادس عشر/ العاشر الهجري. اشتهر باقتراحه أسلوبًا خاصًا من الواقعية، ويُعتبر شخصية استثنائية في تاريخ الرسم الإيراني والمشرقي.

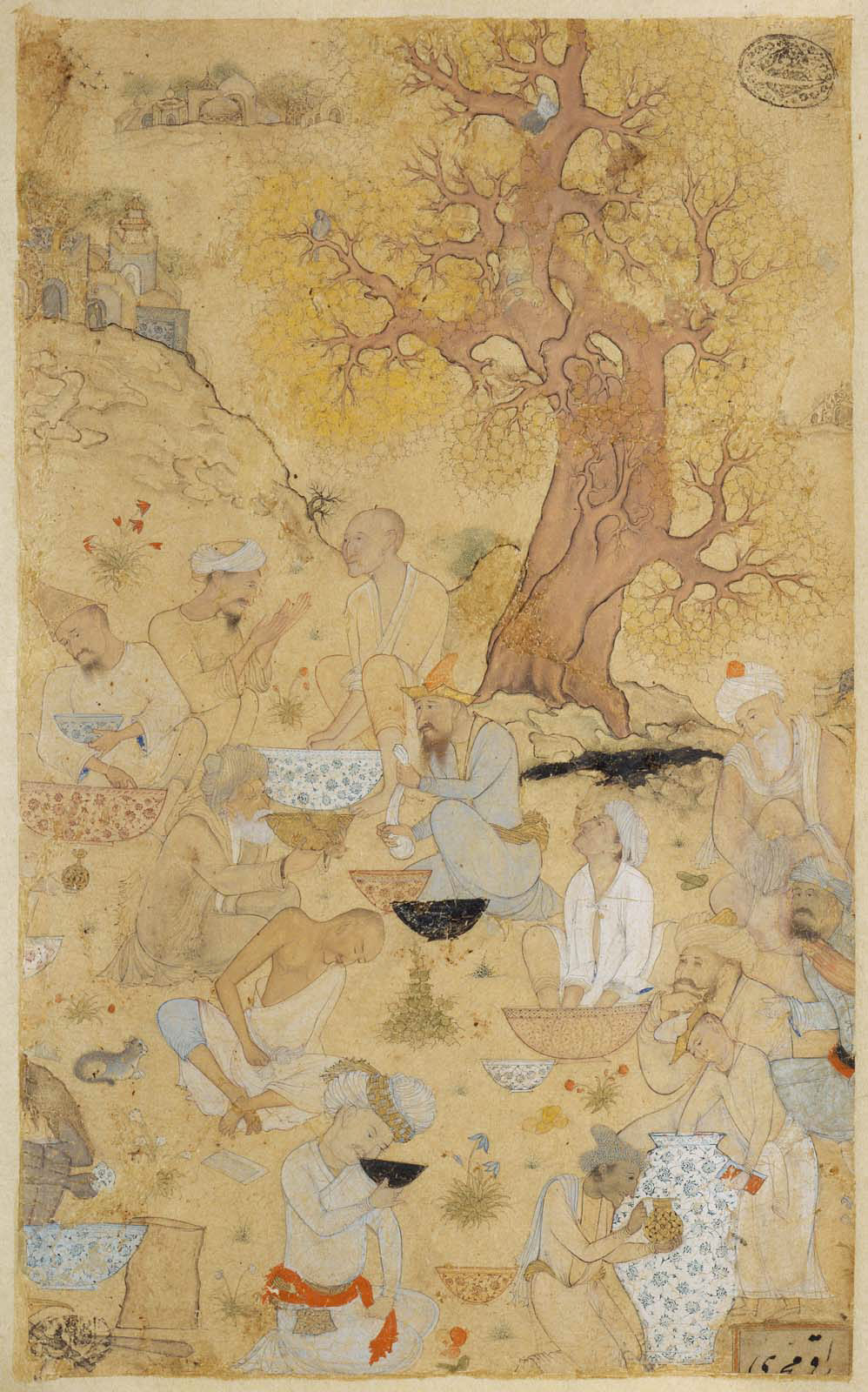
محمدي هروي، يرسم منمنمة صانع النبيذ، حوالي 1590 م الموافق 999 هـ، موجودة في متحف الفنون الجميلة، في بوسطن.

## الحياة
لا توجد معلومات دقيقة عن حياة محمدي. "يعتقد البعض أنه كان ابن السلطان محمد" ومع ذلك، فمن المرجح أنه تلقى تعليمه على يد السلطان محمد وغيره من أساتذة تبريز. عمل محمدي في هرات وامتدت مسيرته المهنية بين فترتين من الفن الصفوي (المدرسة الثانية في تبريز ومدرسة أصفهان). يكتب كانباي أن "محمدي عمل في خدمة علي قلي خان شاملو في هرات." ومع ذلك، يعتقد العديد من الخبراء أنه كان أقل ميلًا للتعاون مع البلاط وعلى الأرجح لم يخدم أيًا من ملوك الصفويين وعمل دون أي صلة بالورش الملكية.

## مميزات أعماله
من السمات المميزة لأعماله الملاحظة الموضوعية وتسجيل الحالات والوضعيات الواقعية، واختيار المواضيع المتعلقة بعمل وحياة الناس العاديين، والتركيز على التصميم الخطي. فقد تخلى عن النظام المعقد للتصميم والألوان التقليدية، وبدأ في تمثيل الواقع بمساعدة خطوط بسيطة لتشكيل الأشكال والتلوين. في تركيب أعماله، اختار شخصيات ريفية في الغالب. كما وجدت موضوعات الرعاة التي دخلت في رسم القرن العاشر الهجري محتوى جديدًا في رؤيته الواقعية. ومن السمات الأخرى لأعماله قدرة محمدي اللافتة على تصوير الحالات الطبيعية وحركات الناس، ورسم الشخصيات بخطوط دقيقة ورفيعة ومتصلة (معظم رسوماته كانت تُنفذ بقلم حبر).

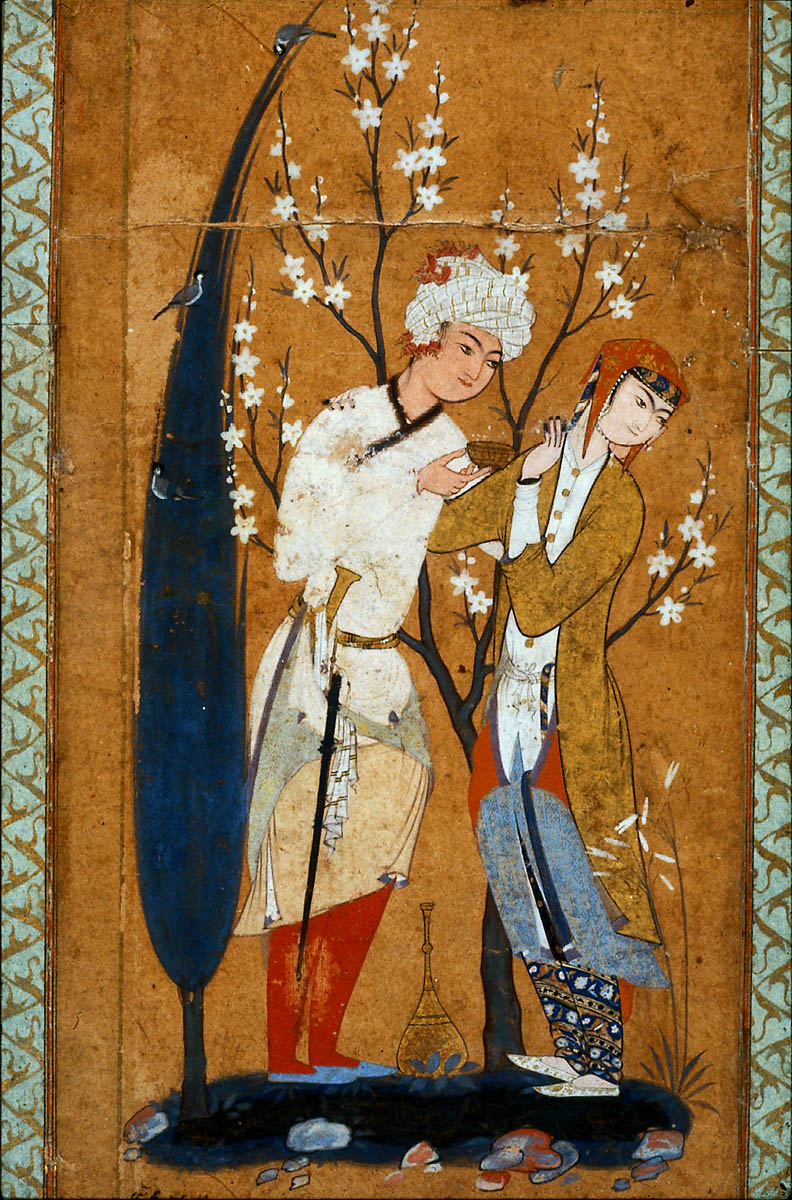
عمل الأستاذ محمدي، العشاق يقفون بجانب شجرة السرو، متحف الفنون الجميلة، بوسطن.

## الأعمال
ومن أعمال محمدي اللوحات التالية: غناء ورقص الدراويش، وصانعو الخمر، ومشهد صيد الأمير والخادم بمظلة في يده، ومشهد القرويين يعملون (989 هـ)، وعشاق يقفون عند شجرة سرو، وعازفو العود المتجولون، ووليمة في الجبال، والموسيقيون المتجولون، والقرود.

## توقيع الفنان
وقّع محمدي أعماله بتوقيع محمدي أو محمدي مصور. كما ورد في بعض الأعمال المنسوبة إليه "عمل الأستاذ محمدي؛ عمل الأستاذ محمدي الهروي؛ قلم الفقير الداعي محمدي المصور".

## تأثيره على الفنانين بعده
كان محمدي مشاركًا في عملية تشكيل التصميم المستقل لمدرسة قزوين كما أن ابتكار محمدي كان الأساس لتشكيل مدرسة أصفهان؛ واستمر أسلوبه في العمل من فنانين مثل رضا عباسي ومحمد يوسف ومعين مصور.

## شخصيات مشابهة
- بير محمد الهروي[الفارسية]

- معين مصور

- عائلة الهروي.